# Kangshan
Kangshan (kinesiska: 康山乡, 康山) är en socken i Kina. Den ligger i provinsen Sichuan, i den sydvästra delen av landet, omkring 280 kilometer nordväst om provinshuvudstaden Chengdu. Antalet invånare är 1 599. Befolkningen består av 789 kvinnor och 810 män. Barn under 15 år utgör 19,0 %, vuxna 15-64 år 70 %, och äldre över 65 år 10,0 %.
Genomsnittlig årsnederbörd är 983 millimeter. Den regnigaste månaden är juni, med i genomsnitt 200 mm nederbörd, och den torraste är december, med 3 mm nederbörd.